# De Kolonie
De Kolonie is een buurtschap in de gemeente Wierden in de Nederlandse provincie Overijssel. Het ligt in het noorden van de gemeente, drie kilometer ten westen van Hoge Hexel.
Hoofdplaats: Wierden      Dorp: Enter

Buurtschappen: Enterbroek · Hoge Hexel · Huurne · De Kolonie · Het Loo · Notter · Rectum · IJpelo · Zuna

Overijssel · Steden en dorpen in Overijssel      Nederland · Provincies · Gemeenten